# Enneastigma triplex
Enneastigma triplex är en tvåvingeart som först beskrevs av Friedrich Hermann Loew 1873.  Enneastigma triplex ingår i släktet Enneastigma och familjen blomsterflugor. Inga underarter finns listade i Catalogue of Life.